# Большаково (Карелия)
Большако́во (карел. Boršakkal) — деревня в составе Ильинского сельского поселения Олонецкого национального района Республики Карелия.

## География
Расположена в 13 км к западу от Олонца, на реке Олонка.

## Транспорт

### Автомобильное сообщение
Через деревню проходит автодорога 86К-8 «Олонец — Питкяранта — Леппясилта».

## История
26 ноября 1938 года постановлением Карельского ЦИК в деревне была закрыта часовня.
В результате сокращения населения в 1957 году к деревне Большаково были присоединены деревни Кунейла, Михалевицы, Платчила и Помала.

## Население
| 2002 | 2009 | 2010 | 2013 |
| ---- | ---- | ---- | ---- |
| 65   | ↘38  | ↗51  | ↘38  |